# Maretia
A Maretia a tengerisünök (Echinoidea) osztályának Spatangoida rendjébe, ezen belül a Maretiidae családjába tartozó nem.
Családjának a típusneme.

## Rendszerezés
A nembe az alábbi 3 élő faj és 3 fosszilis faj tartozik:
- Maretia carinata Bolau, 1873
- †Maretia carolinensis Kier, 1997 - oligocén, Észak-Karolina
- Maretia cordata Mortensen, 1948
- †Maretia estenozi Sánchez Roig, 1926 - miocén, Kuba
- Maretia planulata (Lamarck, 1816)
- †Maretia ranjitpurensis Jain, 2002 - kora-középső miocén, Gudzsarát, India